# Ekstraklasa polska w futsalu (2009/2010)
Ekstraklasa polska w futsalu 2009/2010 – szesnasta edycja najwyższych w hierarchii rozgrywek klubowych polskiej ligi futsalu. Obrońcą tytułu mistrzowskiego był Hurtap Łęczyca, tytuł ten wywalczyła natomiast Akademia FC Pniewy.

## Drużyny
| Uczestnicy poprzedniej edycji |
| ----------------------------- |
| Hurtap Łęczyca                |
| Nova Katowice                 |
| Akademia FC Pniewy            |
| Kupczyk Kraków                |
| Clearex Chorzów               |
| GKS Jachym Tychy              |
| Clearex Chorzów               |
| Pogoń 04 Szczecin             |
| Grembach Zgierz               |
| Gwiazda Ruda Śląska           |
| Awans z I ligi 2009/2010      |
| TPH Polkowice                 |
| Marwit Zławieś Wielka         |

## Rozgrywki

### Tabela ligowa[1]
| M.  | Drużyna               | m. | z. | r. | p. | b.z. | b.s. | pkt. | Uwagi                                  |
| --- | --------------------- | -- | -- | -- | -- | ---- | ---- | ---- | -------------------------------------- |
| 1.  | Akademia FC Pniewy    | 22 | 17 | 0  | 5  | 91   | 42   | 51   | Kwalifikacja do Pucharu UEFA w futsalu |
| 2.  | Hurtap Łęczyca        | 22 | 15 | 4  | 3  | 97   | 47   | 49   | Spadek do I ligi                       |
| 3.  | Nova Katowice         | 22 | 15 | 2  | 5  | 92   | 53   | 47   |                                        |
| 4.  | Rekord Bielsko-Biała  | 22 | 13 | 5  | 4  | 94   | 63   | 44   |                                        |
| 5.  | Pogoń 04 Szczecin     | 22 | 8  | 7  | 7  | 69   | 65   | 31   |                                        |
| 6.  | Grembach Zgierz       | 22 | 9  | 1  | 12 | 74   | 94   | 28   |                                        |
| 7.  | Kupczyk Kraków        | 22 | 8  | 4  | 10 | 72   | 83   | 28   |                                        |
| 8.  | Clearex Chorzów       | 22 | 7  | 5  | 10 | 56   | 72   | 26   |                                        |
| 9.  | TPH Polkowice         | 22 | 7  | 0  | 15 | 67   | 100  | 21   |                                        |
| 10. | GKS Jachym Tychy '71  | 22 | 5  | 4  | 13 | 53   | 82   | 19   | Udział w barażach                      |
| 11. | Gwiazda Ruda Śląska   | 22 | 6  | 0  | 16 | 52   | 89   | 18   |                                        |
| 12. | Marwit Zławieś Wielka | 22 | 4  | 4  | 14 | 56   | 83   | 16   | Spadek do I ligi                       |

Wyjaśnienia:
- Hurtap Łęczyca wycofał się z rozgrywek po ich zakończeniu, wskutek czego utrzymała się Gwiazda Ruda Śląska.

### Najlepsi strzelcy
| Zawodnik        | Drużyna              | Bramki |
| --------------- | -------------------- | ------ |
| Piotr Myszor    | GKS Jachym Tychy     | 25     |
| Artem Kowalow   | Hurtap Łęczyca       | 22     |
| Robert Hyży     | Grembach Zgierz      | 19     |
| Douglas         | Nova Katowice        | 18     |
| Tomasz Dura     | Rekord Bielsko-Biała | 17     |
| Daniel Krawczyk | Hurtap Łęczyca       | 17     |